# Gare de Crécy-la-Chapelle
La gare de Crécy-la-Chapelle est une gare ferroviaire française, terminus de la ligne d'Esbly à Crécy-la-Chapelle, située sur le territoire de la commune de Crécy-la-Chapelle, dans le département de Seine-et-Marne en région Île-de-France. Certaines inscriptions ajoutées, par exemple à l'extrémité est du quai ou sur le flanc est du bâtiment, font encore état du nom de « Crécy-en-Brie - La Chapelle » donné sans doute par la SNCF avant la fusion, en 1972, des deux anciennes communes voisines de Crécy-en-Brie et La Chapelle-sur-Crécy.
Elle est mise en service en 1902 par la compagnie des chemins de fer de l'Est.
C'est une gare voyageurs de la Société nationale des chemins de fer français (SNCF) desservie par les trains du réseau Transilien Paris-Est (ligne P).
Le 22 mars, la ligne d'Esbly à Crécy est renommée T14.

## Situation ferroviaire
La gare de Crécy-la-Chapelle, édifiée à 51 m d'altitude, est située au point kilométrique (PK) 9,883 de la ligne d'Esbly à Crécy-la-Chapelle, après la gare de Villiers - Montbarbin. Terminus de cette ligne à voie unique, elle dispose d'une voie d'évitement. Le butoir marquant la fin de la ligne est situé à quelques dizaines de mètres du bâtiment des voyageurs.

## Histoire
Dès le 17 juillet 1879, une première loi mentionne une ligne d'intérêt général d'Esbly à Coulommiers. La loi du 30 avril 1886  confirme ce choix, en concédant « à titre éventuel » cette ligne à la compagnie des chemins de fer de l'Est. Il faut néanmoins attendre le 10 août 1893 pour que paraisse le décret, signé par le président de la République Sadi Carnot, confirmant la concession tout en la déclarant d'utilité publique. Néanmoins, le décret ne prévoit pas de travaux sur la totalité de la ligne puisqu'il se limite à la section d'Esbly à Crécy, qui devient ainsi la gare terminus jusqu'à aujourd'hui puisque le décret d'utilité publique de la section Crécy - Coulommiers n'est jamais paru. Les tractations pour le tracé et le financement retardent le début des travaux qui n'intervient qu'en 1895 et la compagnie de l'Est ouvre sa ligne au service commercial le 12 juillet 1902. L'inauguration a lieu, quelques jours plus tard, le 20 juillet 1902, en présence du préfet Bœgner et du représentant du ministre monsieur Vassilière.

### Bâtiment voyageurs

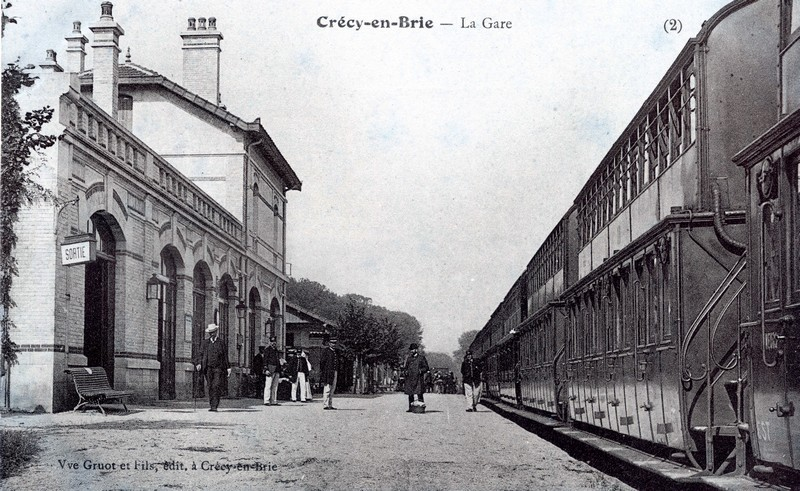
Le bâtiment voyageurs avec son quai et des voitures « Bidel », vers 1910.

Pour sa gare terminus qu'elle dénomme « Crécy - La Chapelle », la compagnie de l'Est innove en édifiant le bâtiment voyageurs à partir d'un nouveau plan type élaboré par son architecte Paul-Adrien Gouny,.
Il présente notamment la caractéristique d'avoir un plan asymétrique, avec à l'extrémité un pavillon avec deux étages, dont un mansardé accessible par l'escalier inclus dans une tourelle, et une aile de plain-pied prévue pour être facilement prolongée en fonction des besoins de la gare. Le logement du chef de gare est situé au-dessus des salles d'attente dans le pavillon. Ce plan est repris pour la gare de Couilly Saint-Germain, mais avec une disposition inversée. Une halte à marchandises avec une voie et un quai complètent les installations.
Le plan type de la gare de Crécy-la-Chapelle sera également utilisé sur d'autres lignes de la Compagnie de l'Est,. Il sera par la suite simplifié (suppression de la tourelle au profit d'une disposition en T de la toiture avec demi-croupes). Une nouvelle variante sera créée avec un logement de fonction plus étroit et ces deux variantes furent construites sur le réseau de l'Est jusque dans les années 1930 ; elles serviront notamment à remplacer les gares détruites pendant la Première Guerre mondiale et sont parfois appelées B.V. type Reconstruction.
Les deux haltes de la ligne innovent également avec, pour la première fois, un nouveau bâtiment asymétrique qui sera appelé halte de type A et qui, révisé légèrement en 1903, sera appliqué pour tous les nouveaux bâtiments de halte de l'Est jusque dans les années 1930.

### Exploitation
Au début de son exploitation, il y a neuf trains qui font l'aller-retour jusqu'à Esbly pour la correspondance avec la grande ligne. En 1935, le train est toujours composé avec des voitures Bidel utilisées par la compagnie sur ses lignes de la banlieue. Le nombre d'aller-retour journaliers est de 13 pour un trajet de plus ou moins 30 minutes.
Pendant l'occupation, les Allemands envisagent, en 1942, de prolonger la ligne jusqu'à Coulommiers pour des raisons stratégiques, mais il ne donnèrent pas suite à ce projet qui ne fut pas plus concrétisé après la guerre du fait d'un potentiel de voyageurs jugé insuffisant par rapport au coût de la construction. Après l'arrêt de la traction à vapeur, la SNCF fait fonctionner la navette avec des autorails puis des rames réversibles. La ligne fut électrifiée en été 1980 et était exploitée à raison de treize liaisons aller-retour par jour ouvrable en 1988[réf. nécessaire].
Depuis 2011, ce matériel a été remplacé par des rames Siemens Avanto de type tram-train et les dessertes sont plus nombreuses. Depuis 2022, ce sont des rames Alstom Citadis Dualis qui assurent le service.
En 2022, selon les estimations de la SNCF, la fréquentation annuelle de la gare est de 157 761 voyageurs.

## Service voyageurs

### Accueil

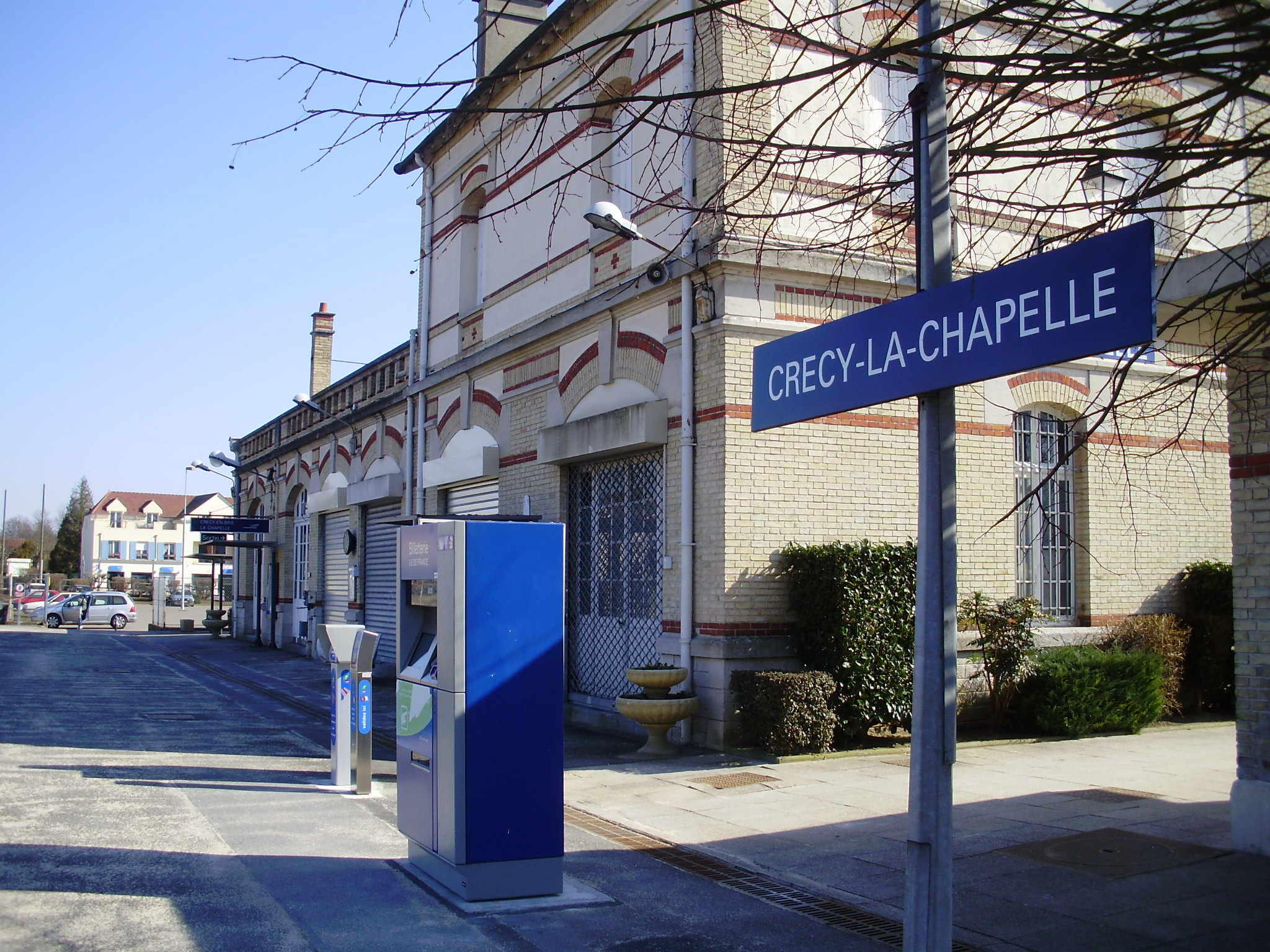
Bâtiment voyageurs et quai de la gare avec panneau Crécy-la-Chapelle, en 2010.

Gare SNCF du réseau Transilien elle offre divers services avec, notamment, une présence commerciale du lundi au samedi et des aménagements et services pour les personnes à mobilité réduite. Elle est équipée d'un automate pour la vente des titres de transport Transilien.

### Desserte
La gare est desservie par un tram-train circulant sur la ligne d'Esbly à Crécy-la-Chapelle à raison :
- d'un train toutes les 30 minutes et par sens aux heures de pointe ;
- d'un train par heure et par sens aux heures creuses, notamment en soirée, les samedis, dimanches et fériés.

En gare d'Esbly, le tram-train assure la correspondance avec les trains de la relation Paris - Meaux.

### Intermodalité
Un parking pour les véhicules est aménagé à proximité. La gare est desservie par les lignes 08A, 8AS, 08B, 08C, 13A, 13B, 17, 18, 59, 71, 73 et le service de transport à la demande du réseau de bus Brie et 2 Morin.

## Galerie de photographies

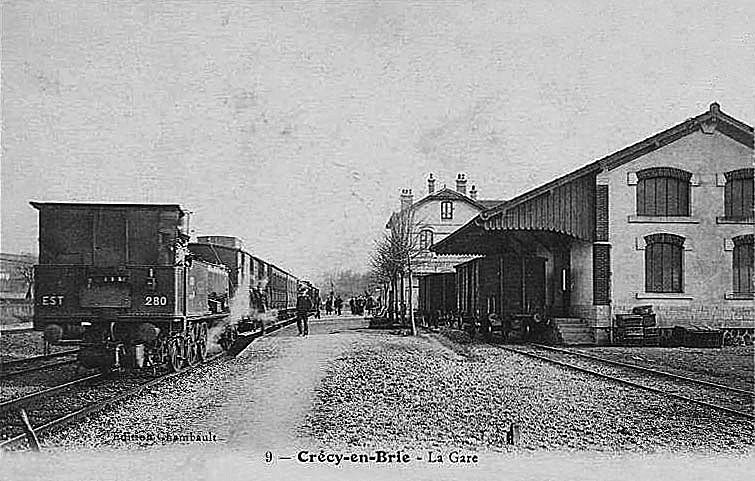
Carte postale ancienne avec la halle à marchandises et un train en gare.
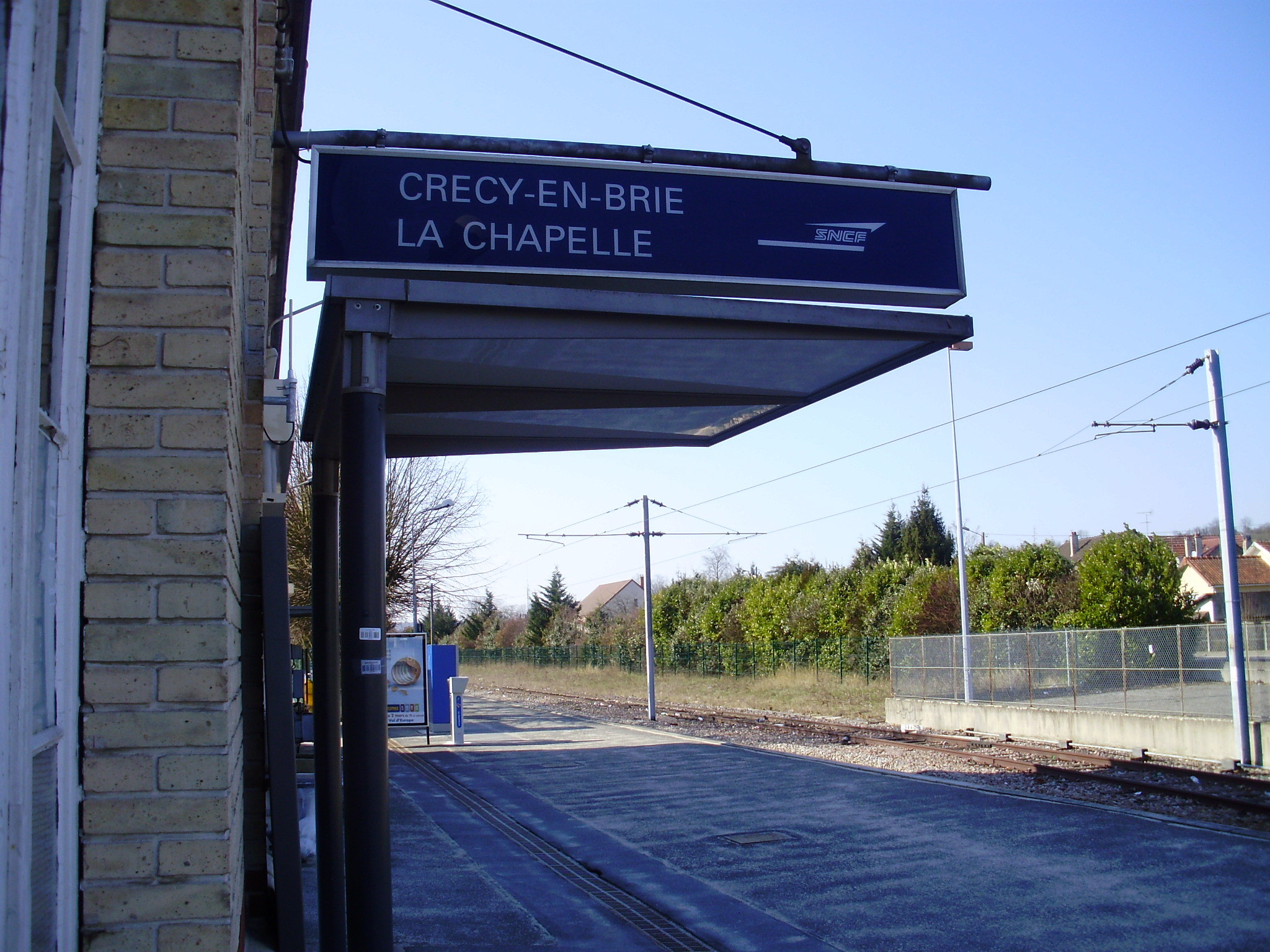
Panneau avec inscrit Crécy-en-Brie - La Chapelle.
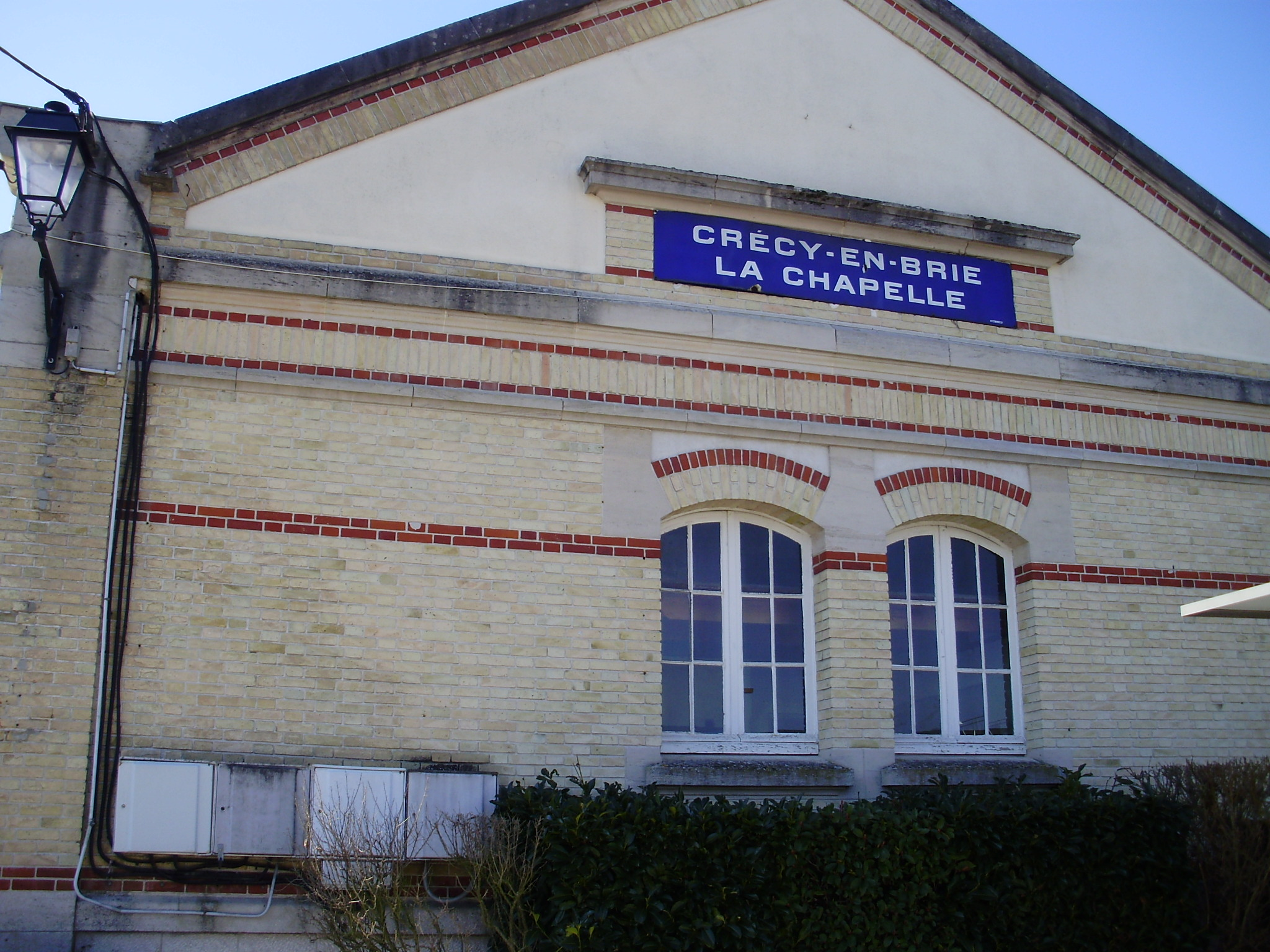
Côté est du bâtiment avec inscrit Crécy-en-Brie - La Chapelle.